# Motosu
Motosu (jap. 本巣市 Motosu-shi) ist eine kreisfreie Stadt (-shi) in der japanischen Präfektur Gifu.

## Geographie
Motosu liegt nordwestlich von Gifu.

## Geschichte
Die kreisfreie Stadt Motosu wurde am 1. Februar 2004 aus der Vereinigung der kreisangehörigen Städte (-chō) Itonuki (糸貫町, -chō), Motosu (本巣町, -chō) und Shinsei (真正町, -chō), sowie dem Dorf Neo (根尾村, -mura) des Landkreises (-gun) Motosu gegründet.

## Sehenswürdigkeiten

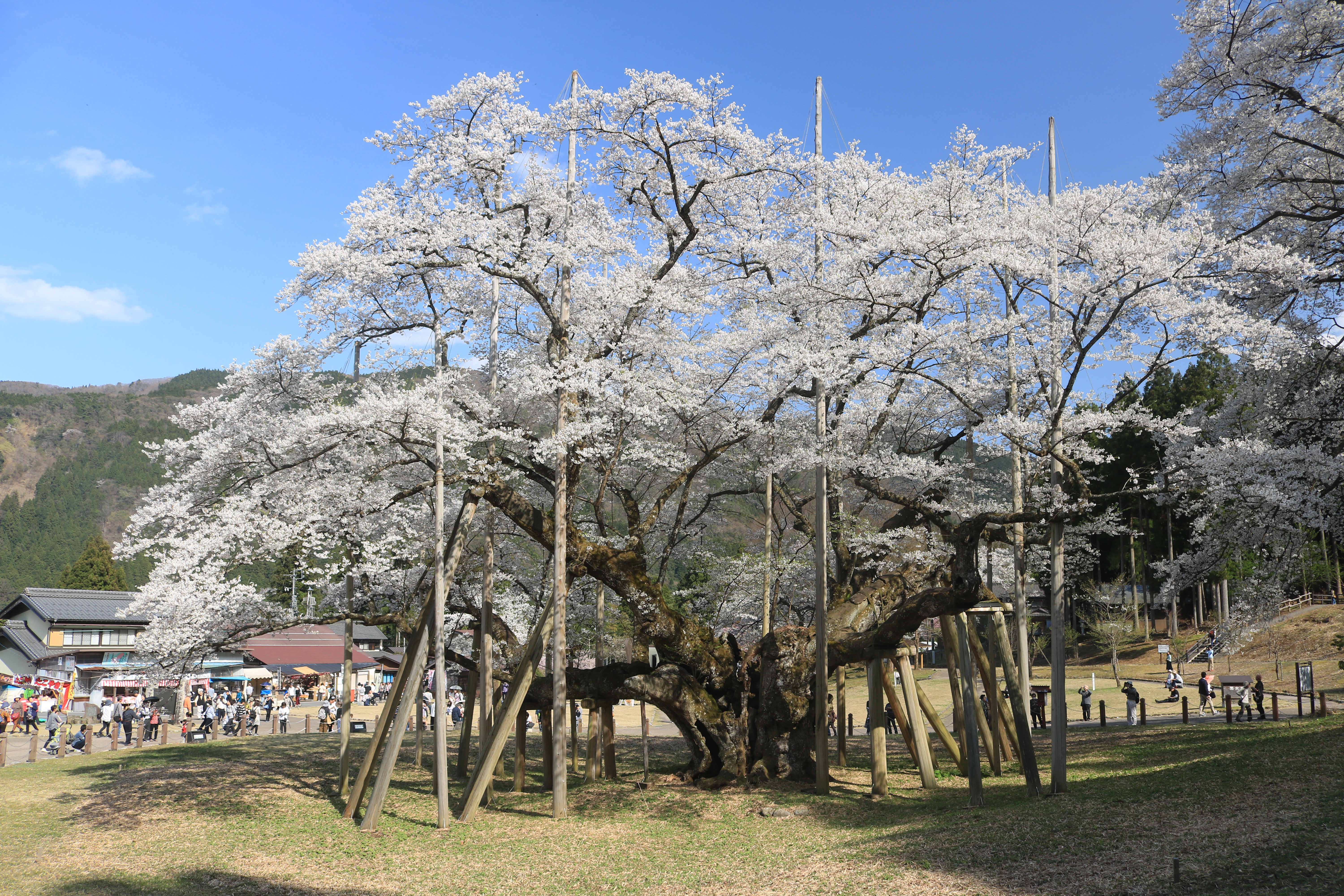
Usuzumi-Kirsche

Der Usuzumi-Kirschbaum (淡墨桜, Usuzumi zakura, wörtlich: Helle-Tusche-Kirsche, 35° 37′ 56,1″ N, 136° 36′ 31,7″ O) im Usuzumi-Park (淡墨公園, Usuzumi-kōen) soll während der Regierungszeit des Keitai-tennō (507–531) vor mehr als 1500 Jahren gepflanzt worden sein. Er gehört zur Art Prunus subhirtella und ist 16,30 m hoch (Stamm: 9,91 m) und 26,90 m in Ost-West-Richtung bzw. 20,20 m in Nord-Süd-Richtung breit.

## Weblinks

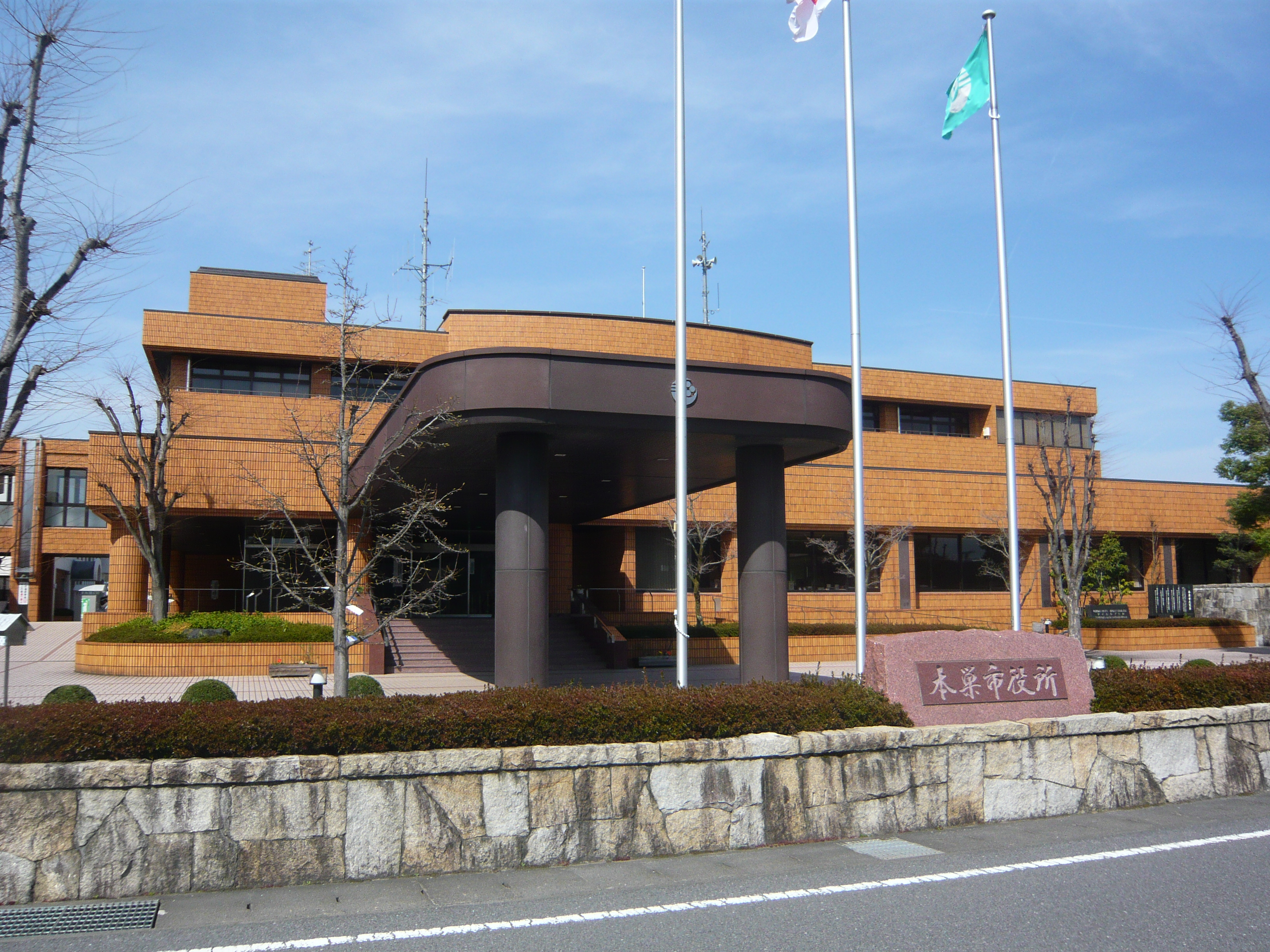
Rathaus von Motosu

## Verkehr

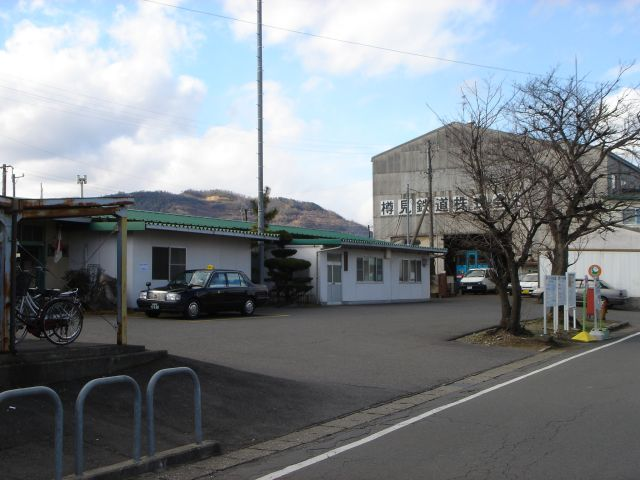
Motosu-Station

- Straße:
  - Nationalstraßen 157, 303, 418
- Zug:
  - Tarumi Railway Tarumi-Linie

## Angrenzende Städte und Gemeinden
- Gifu
- Seki
- Yamagata
- Mizuho
- Ōno